# Csáky Tivadar
Kőrösszegi és adorjáni gróf Csáky Emánuel Tivadar (Hotkóc (Zsigra), 1798. június 10. – Kassa, 1855. március 8.) császári és királyi kamarás, a Lipót rend lovagja és Szepes vármegye örökös főispánja, mecénás, színházvezető, lapszerkesztő, kritikus.

## Élete
Csáky Manó gróf és csetneki és tarkői gróf Szirmay Anna fia volt. 1816 és 1826 között katonai szolgálatot teljesített. A magyar színészetnek buzgó támogatója volt; Déryné iránt táplált vonzalma miatt a kassai társulattal is kapcsolatba lépett. Eleinte páholybérlő volt, 1830–31-ben színikritikusként írta, szerkesztette és kiadta a Nemzeti Játékszíni Tudósítás 16 számát. A kassai magyar színésztársaság az 1833–1834-es időszakra igazgatójának és művészeti vezetőjének is megválasztotta. Mint kritikus és színházi vezető, elsősorban azon dolgozott, hogy a zenés műsorokat színpadra vigye, egyúttal figyelt az igényes szcenikai kiállításra is.

## Munkái
- Beszéd, melyet főispáni székébe történt beigtatása alkalmával tartott. Lőcse, 1846. (Mások beszédeivel együtt.)
- Nemzeti játékszini Tudósitás. Kassa, 1830–31. (A magyar szini kritika első kisérletei, 1830. decz. 1-től 1831. ápr. 5-ig 16 száma jelent meg.)